# Розиняно Монферато
Розиня̀но Монфера̀то (на италиански: Rosignano Monferrato; на пиемонтски: Arsgnan, Арсънян) е село и община в Северна Италия, провинция Алесандрия, регион Пиемонт. Разположено е на 280 m надморска височина. Населението на общината е 1670 души (към 2010 г.).